# The Longest Ride
The Longest Ride är en romantisk dramafilm från år 2015 baserad på Nicholas Sparks roman vid samma namn. Filmen är regisserad av George Tillman Jr. och har manus skrivet av Craig Bolotin. I rollerna finns bland andra Scott Eastwood, Britt Robertson, Jack Huston, Oona Chaplin, Alan Alda, Melissa Benoist, Lolita Davidovich och Gloria Reuben.